# Amaia Salamanca Urízar
Amaia Salamanca Urízar (Madrid, 28 de març de 1986) és una actriu espanyola coneguda per sèries de televisió com SMS o Sin tetas no hay paraíso.

## Biografia
Amaia Salamanca va néixer a Madrid el dia 28 de març de 1986. Amb orígens  biscaïns, inicialment no pensava dedicar-se a la interpretació, però en el primer càsting en què va participar, per a la sèrie de televisió SMS, va aconseguir ja el seu primer treball com a actriu, després participà en sèries d'èxits com Los hombres de Paco i finalment amb Sin tetas no hay paraíso va arribar la seva consagració a l'èxit i la fama.
A part de la seva tasca com a actriu, Amaia treballa com a model per a sessions fotogràfiques, videoclips i espectacles.
Actualment es dedica al teatre.

## Vida professional

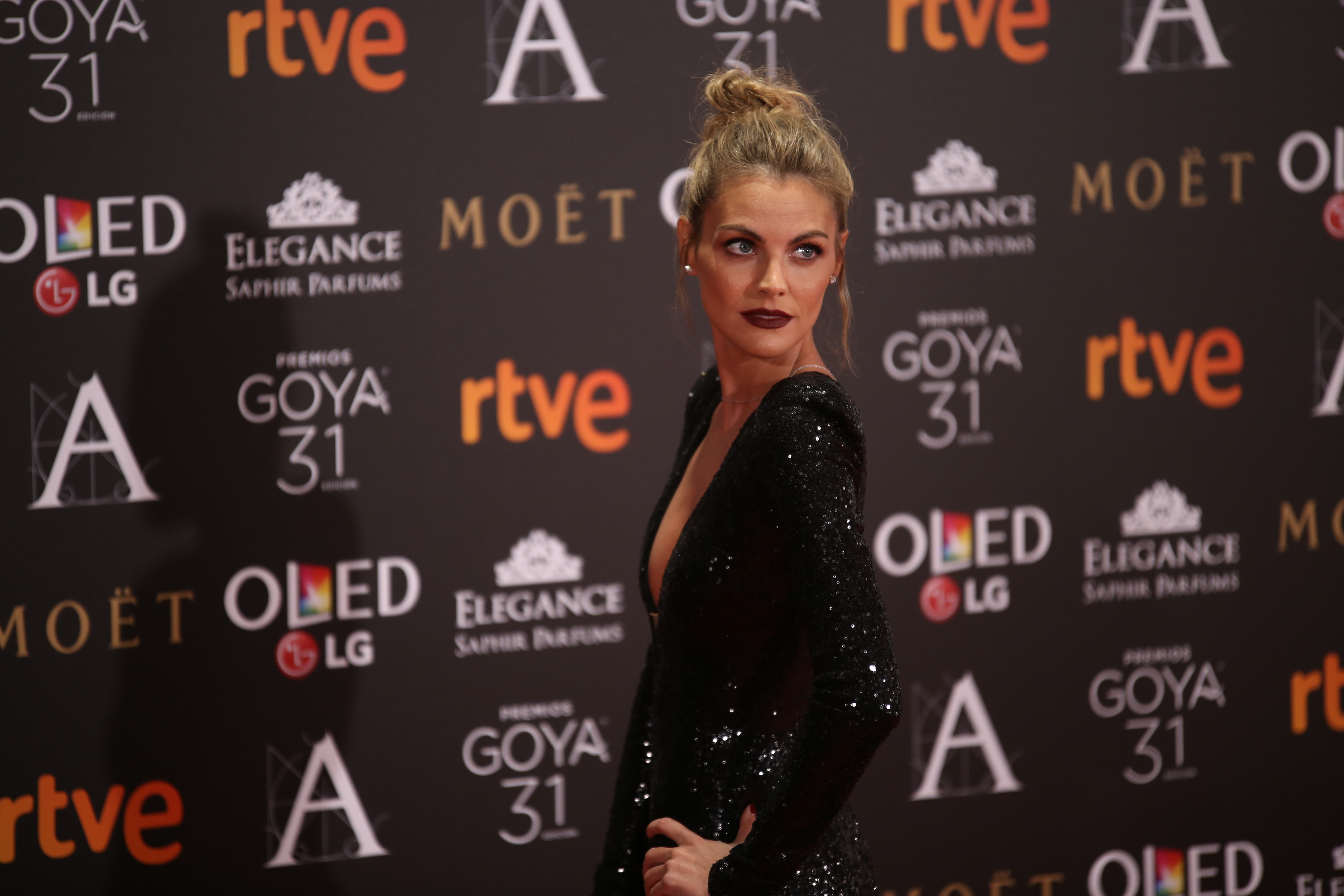
Amaia Salamanca als Premis Goya 2017

Abans de fer el seu primer paper a una sèrie de televisió, Amaia ja havia treballat a: campanyes publicitàries per a grans empreses com Telecable i Movistar; participant en el videoclip Ansiedad, d'Antonio Romero i al de Pignoise, Sigo Llorando por Ti; treballant com a model de Marco Aldany en tres exposicions; i ha estat imatge de la firma Blue Image.
El seu primer treball com a actriu va ser com a protagonista a la sèrie SMS (Sin miedo a soñar). La sèrie reflecteix les inquietuds, els amors i desamors, els desafiaments i les il·lusions de la generació del SMS, adolescents que han fet dels missatges pel mòbil la seva forma de comunicació. Consta de 185 capítols repartits en dues temporades. En finalitzar la sèrie, Amaia va treure a la venda la seva banda sonora, anomenada Qué quieres que te diga, amb Raúl Peña i Maria Castro, tots membres deSMS. Va tenir diverses seqüències en la popular sèrie Los Hombres de Paco d'Antena 3 encara que no va aconseguir veritablement arribar a la fama fins que va arribar la seva participació com a protagonista de la sèrie de Telecinco  Sin tetas no hay paraíso. També ha treballat en la campanya de Tampax a 2008 i en 2009 en la campanya de la marca de calçats Mustang.
L'abril de 2009, es va estrenar al cinema com a protagonista amb la comèdia Fuga de cerebros. En la seva primera setmana, la pel·lícula va liderar la taquilla amb un gran èxit i és la pel·lícula més taquillera del 2009 (a 6 de setembre de 2009), amb gairebé 7 milions d'euros en recaptació i 1,2 milions d'espectadors.
El 26 de novembre, Televisió Espanyola va emetre No estás sola, Sara, una tv-movie que explica la història de Sara (interpretada per Amaia), una noia que pateix maltractaments per part del seu nòvio. Es va emetre amb èxit, i l'oferta televisiva més vista del dia i fregant els 3 milions d'espectadors.
El 5 de novembre es va estrenar en el teatre amb l'obra La Marquesa de O de l'escriptor alemany Heinrich von Kleist compartint escenari amb Josep Linuesa, Juan José Otegui i Tina Sainz. Es van representar nou funcions entre Alacant, Saragossa i Osca per a després representar al teatre de Belles Arts de Madrid fins al 10 de gener de 2010, i emprendre una gira per tot Espanya cobrint ciutats com Granada, Segòvia, Alcalá de Henares, Bilbao i Avilés.
El 26 de desembre de 2009 i el 2 de gener de 2010 La Sexta va emetre Que más quiseiera yo, un programa d'humor per les festes nadalenques en què un grup de famosos es fan passar com a persones anònimes i gasten bromes a la gent del carrer. Amaia va fer de policia municipal.
En finalitzar la tercera temporada de Sin tetas no hay paraíso el20 de desembre de 2009, també finalitza la participació d'Amaia a la sèrie, que va decidir deixar-la a final de temporada per dedicar-se plenament al teatre amb La marquesa de la O.
El 19 de març de 2010 es va estrenar a la pantalla gran Tensión sexual no resuelta, pel·lícula protagonitzada per la mateixa Amaia juntament amb Fele Martínez, Norma Ruiz, Adam Jezierski entre d'altres.
L'estiu de 2010, començarà a gravar Web Cam, pel·lícula de terror que es podrà veure en 3D i dirigida per Antoni Sole on Amaia serà la protagonista femenina.
L'abril de 2010 s'ha comunicat que Amaia ha estat escollida per a gravar una TV-movie a Telecinco anomenada "Felipe y Letizia" on interpretarà el paper de la Princesa d'Astúries.

## Treballs

### Televisió
- Felipe y Letizia (TV movie) (2010) - com Letizia Ortiz
- No estás sola, Sara (TV movie) (2009) Sara
- Sin tetas no hay paraíso (2008-2009) Catalina Marcos Ruiz
- Los Hombres de Paco (España) (2007)
- SMS Sin miedo a soñar (2006-2007) Paula
- Gran Hotel (2011-2013) Alicia Alarcon
- Frágiles (2011 -2012)
- Velvet- Bárbara

### Altres
- ¡Qué más quisiera yo! (2009)
- Saturday Night Live (2009)
- Becarios (2009)

### Cinema
- Cicatrices (inici del rodatge al Març 2011)
- Web Cam (inici del rodatge al Juny del 2010)
- Tensión sexual no resuelta (2010) Rebeca / Carmen
- Fuga de cerebros (2009) Natalia

### Curtmetratges
- Enarmonía (2009) Rebeca

### Teatre
- La marquesa de O (2009-actualitat)

### Música
- Que quieres que te diga amb María Castro i Raúl Peña, formant el grup SMS

### Videoclips
- 4 elementos,(2009) single del grup La Musicalité
- Sigo llorando por ti, single del grup Pignoise
- Que quieres que te diga (Grupo SMS)
- Ansiedad, single del disc La Primera Vez d'Antonio Romero.

### Doblatges
- Space Chimps: Misión Espacial. Doblatge del personatge protagonista femení, Luna (estiu del 2008).

### Campanyes de publicitat
- Mustang primavera-estiu (2010, MUSTANG)
- Intimissimi Espanya (2010, INTIMISSIMI)
- Mustang tardor-hivern (2009-2010, MUSTANG)
- Mustang primavera-estiu (2009, MUSTANG)
- Chica tampax (2008, TAMPAX)

## Premis i nominacions

### Must! Awards
| Any  | Categoria                     | Resultat         |
| ---- | ----------------------------- | ---------------- |
| 2010 | Millor interpretació femenina | Sense determinar |

### XIX Premios Unión de Actores
| Any  | Categoria               | Serie de TV              | Resultat |
| ---- | ----------------------- | ------------------------ | -------- |
| 2009 | Millot actriu revelació | Sin tetas no hay paraíso | Nominada |

### Premis TP d'Or
| Any  | Categoria                  | Serie de TV              | Resultat  |
| ---- | -------------------------- | ------------------------ | --------- |
| 2009 | Millor actriu de televisió | Sin tetas no hay paraíso | Candidata |
| 2008 | Millor actriu de televisió | Sin tetas no hay paraíso | Nominada  |

### Fotogramas de Plata
| Any  | Categoria                                                    | Resultat   |
| ---- | ------------------------------------------------------------ | ---------- |
| 2009 | Intèrpret més buscat a la web oficial de Fotogramas de Plata | Guanyadora |
| 2008 | Millor actriu de televisió (Sin tetas no hay paraíso)        | Candidata  |

### Premios Perséfone del Club de Medios
| Any  | Apartat            | Resultat   |
| ---- | ------------------ | ---------- |
| 2010 | Arts i Comunicació | Guanyadora |

### Premios Comopolitan
| Any  | Categoria                  | Serie de TV              | Resultat   |
| ---- | -------------------------- | ------------------------ | ---------- |
| 2008 | Millor actriu de televisió | Sin tetas no hay paraíso | Guanyadora |